# Cupid's Fireman
Cupid's Fireman er en amerikansk stumfilm fra 1923 af William Wellman.

## Medvirkende
- Buck Jones som Andy McGee
- Marian Nixon som  Agnes Evans
- Brooks Benedict som Bill Evans
- Eileen O'Malley som Elizabeth Stevens
- Lucy Beaumont
- Al Fremont